# 流れ者 (岡林信康の曲)
『流れ者』（ながれもの）『チューリップのアップリケ』は、フォークソング歌手岡林信康の歌である。

## 解説
山谷で日雇い労働者として働く中で、社会のいろんな矛盾に気づき、まずは自分の住んでいる近江八幡の現実に向き合うべきだと、部落問題（同和問題）を考え続けようということで、同志社大学神学部を辞めて、琵琶湖湖畔の干拓地入植者の住宅建設現場で働き始めた。
その中で出会った、高石友也の歌に触発され、質流れのギターを買って歌い始める。部落解放同盟滋賀県連合会坂本支部の新年会でフォークソングを歌ったところ、すぐさま支持の声が上がったことにより、すっかり自信を持ってフォークにのめり込んでいく中でできたのがこれらの歌である。

### 流れ者
副題「飯場（はんば）ブルース」。
一緒に働いてた年上の仲間が「俺は一生流れ者やからなぁ。飯場を転々として行くんやからなぁ」と話したことがきっかけに生まれた。
一番だけできた歌を仲間に披露した中で、2番3番の歌詞のアイデアが出て、岡林が歌に仕上げた。
当初は、「俺は一生流れ者」というタイトルだったが、「流れ者」に変更された。
「刹那的な歌やけど、飯場の労働者をこんな刹那的にしているほうが悪いのと違うか」と語っている。

### チューリップのアップリケ
この曲も同様に、住宅建設現場で働いている中でできた、「母親が家出し、父親にもあまりかまってもらえない未解放部落の子どもが、切ない心で母親に呼びかける」歌である。
当時、彼らのアジトによく来ていたセツ子ちゃんという女の子の作文を元に、岡林が作詞・作曲したとあるが、ある時期知的障害を持つ子どもたちのいる養護施設でボランティア活動をしていたときに、養護学級の先生から「これ歌になりませんか？」と、断片的に書きなぐられた作文のようなものから、いくつか言葉をピックアップして、それに以前知人から聞いた話を元に岡林本人の創作をつけてできたとも書いている。
森達也が、「放送禁止歌～唄っているのは誰？規制するのは誰？～」というドキュメント番組を作った際に、部落問題を扱っている超Aランク放送禁止歌とされているこの曲と「手紙」について、番組に取り上げるべく岡林本人と連絡を試みたが、森本人が書いた手紙は関係者を通して岡林本人に読んでもらえたが、返事はもらえなかったという。

## 収録曲
全作曲：岡林信康、編曲：西岡たかし

### SIDE A
1. 流れ者  –  (4:22)
作詞：岡林信康 · 沢田福満

### SIDE B
1. チューリップのアップリケ  –  (4:31)
作詞：岡林信康 · 大谷あや子